# Corrado Galzio

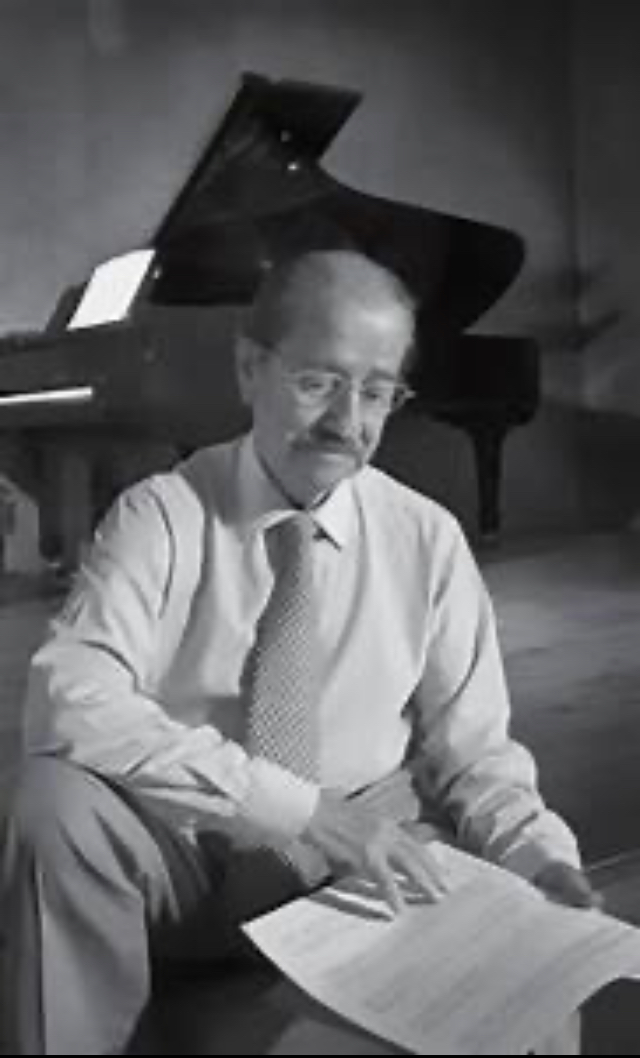
Corrado Galzio (2009)

Corrado Galzio (italienisch: [korrado galtsdjo] * 3. November 1919 in Noto, Sizilien; † 19. April 2020 ebenda) war ein italienischer Pianist und Musikpädagoge. Er gründete das internationale Musikfestival von Noto (Festival Internationale NotoMusica) und das italienische Konservatorium in Caracas. Er förderte zudem den kulturellen musikalischen Austausch zwischen Italien und Venezuela und gilt als der Begründer der venezolanischen Kammermusikkultur.

## Leben und Wirken

### Studium und frühe Jahre bis 1947
Corrado Galzio wurde in Noto im Süden Siziliens geboren und erhielt dort ersten Klavierunterricht bei Giuseppe Scopa. Im Alter von acht Jahren wurde er in Mailand unterrichtet und studierte später in Rom an der Accademia Nazionale di Santa Cecilia. Für Radio Roma führte er ein Live-Konzertprogramm für klassische Musik ein, das erste seiner Art, und erhielt 1940 als Pianist den Premio Littoriale. Im selben Jahr meldete er sich als Freiwilliger für den Einsatz im Zweiten Weltkrieg.

### Venezuela (1947–2020)
Galzio wanderte 1947 nach Venezuela aus. Er war einer von zahlreichen Avantgarde-Künstlern, die nach dem Zweiten Weltkrieg nach Venezuela gingen; die Einwanderung talentierter europäischer Künstler war Teil der Kulturentwicklungspolitik der Venezolanischen Republik unter Präsident Marcos Pérez Jiménez. Während seiner beruflichen Laufbahn arbeitete Galzio in Zusammenarbeit mit venezolanischen und europäischen Kollegen daran, musikalische Talente mit renommierten Kammermusik-Ensembles in Europa und Lateinamerika bekannt zu machen und damit einen musikalischen und kulturellen Austausch zwischen den Ländern zu fördern.
Galzio unterrichtete an der Musikakademie von Maracaibo und war Direktor des staatlichen Konservatoriums in San Cristobal. In Caracas gründete er das italienische Konservatorium und das Kulturzentrum Monte Sacro, wo Konzerte und Veranstaltungen mit internationalen Künstlern stattfanden. Namhafte italienische Kollegen der Accademia Nazionale di Santa Cecilia folgten seinem Ruf und das Konservatorium gewann an Prestige. Mit diesen Musikern pflegte Galzio eine rege Konzerttätigkeit und konzertierte international auf bedeutenden Bühnen.
1952 gründete Galzio das Radioprogramm Temas con Variaciones, das mit dem Beginn des Fernsehzeitalters auch live bei den wichtigsten nationalen Fernsehsendern übertragen werden sollte. Das Programm wurde landesweit gesendet und übertrug Live-Konzerte der von Galzio gegründeten Kammermusikensembles. Das Programm beinhaltete außerdem Interviews mit bekannten Persönlichkeiten aus Europa und Amerika zu kulturellen und aktuellen Themen. Das Programm Temas con Variaciones wird heute noch von Radio Capital Caracas gesendet und ist eine der ältesten und bekanntesten Kulturprogramme des Landes.

### Konzerttätigkeit
Galzio konzertierte mit international bekannten Musikern auf, darunter unter anderem Gaspar Cassadó, Antonio Janigro, Ricardo Odnoposoff, Dino Asciolla, Berle Senofsky, Lisa Della Casa, Salvatore Accardo, Ruggero Ricci, Christian Ferras und Pierre Fournier.
In Kooperation mit Musikern der Accademia Nazionale di Santa Cecilia gründete er verschiedene Kammermusikensembles, darunter das Galzio Quartett (Cuarteto Galzio), das Ensemble Galzio und das Ensemble I Solisti di Santa Cecilia, das sich in verschiedenen kammermusikalischen Besetzungen formierte. Mit diesen Ensembles absolvierte er Tourneen durch Europa, Lateinamerika, Südasien, den Nahen Osten, die Sowjetunion, die Vereinigten Staaten und China.
Galzios engagierte sich für die Popularisierung und der Verbreitung der Werke venezolanischer Komponisten wie Blanca Estrella, Reynaldo Hahn, Rhazés Hernández López und Juan Bautista Plaza und ergänzte das klassische Repertoire seiner Konzertprogramme durch deren Werke. Komponisten wie Primo Casale, Raffaele Gervasio, Nino Rota, Ennio Morricone, Stefano Sollima, Giovanni Ferrauto und Blanca Estrella komponierten für Galzio bzw. widmeten ihm Werke.

### Musikfestival und Kulturelles Engagement
Des Weiteren war Galzio im Jahr 1975 Mitbegründer der Konzertvereinigung der Stadt Noto (Associazione Concerti Citté di Noto) zur Förderung des künstlerischen Lebens und der musikalischen Tradition der Stadt. Er etablierte außerdem eine ganzjährige Konzertsaison und organisierte verschiedenste Konzerte in Schulen und nahegelegenen Dörfern sowie Kurse für Musikdidaktik. Ebenfalls 1975 initiierte er das bis heute (Stand 2020) unter Teilnahme internationaler Solisten, Ensembles und Orchester jedes Jahr im Sommer stattfindende Musikfestival Festival Internationale NotoMusica. Bis zum Jahr 2015 waren unter anderem Künstler wie Salvatore Accardo, Bruno Canino, Alirio Díaz, Katia und Marielle Labèque, Antonio Pappano, Katia Ricciarelli, Ruggero Ricci, Uto Ughi, Ennio Morricone, Luis Bacalov, Stefano Bollani, Dee Dee Bridgewater, Paolo Fresu, Richard Galliano, Rosario Giuliani, Enrico Rava, Danilo Rea und Peppe Servillo beim Festival zu Gast.
1997 gründete Galzio die Scuola D'Archi di Noto, bestehend aus zwei Geigenklassen, einer Klavierklasse und einer Gesangsklasse für Jungen, an der etwa fünfzig Schüler im Alter von sieben bis zwölf Jahren kostenlos unterrichtet wurden.

### Die letzten Jahre
Im Jahr 2006 trat Galzio im Alter von 86 Jahren mit einem Kammermusikensemble in der Türkei, in Pakistan und in Deutschland auf. Sein letzter öffentlicher Auftritt fand 2015 anlässlich des 40-jährigen Jubiläums des von ihm gegründeten Festivals statt. 2019 wurde Galzio anlässlich seines 100. Geburtstags von der Stadt Noto mit einer Feier im Teatro Tina Di Lorenzo geehrt, wobei auch Salvatore Accardo, Uto Ughi und Ennio Morricone über Videobotschaften gratulierten.
Corrado Galzio starb am 19. April 2020 in seiner Heimatstadt Noto.

## Auszeichnungen und Ehrungen
- 1956: Verdienstorden der Italienischen Republik (Ritter)
- 1997: Oleandro D'Oro der Stadt Noto[12]
- 1998: Premio Italia nel Mondo
- 2015: Noto Excellence Award
- 1978+1995: Andrés Bello Award für seinen Beitrag zur kulturellen Entwicklung Venezuelas
- L'Ordre de Francisco de Miranda für seinen Beitrag zum Fortschritt des Landes Venezuela
- L'Ordre du Merite Culturel der Volksrepublik Polen für seinen Beitrag und die Verbreitung der polnischen Kultur und Kunst

## Diskografie (Auswahl)
- Quartetto Galzio di Caracas - Brahms, Fauré. Corrado Galzio (Klavier), Olaf Ilznis (Violine), Mario Mescoli (Bratsche), Antonietta Franzosa (Cello). Konzert Kopenhagen 1976. Italia Mondo Cultura, 2005.
- Suna Kan & Corrado Galzio Brahams, Grieg, Bartok, Dvorak. (Live 1983, Messina). Italia Mondo Cultura, 2006.
- Salvatore Accardo & Corrado Galzio: Schuman, Schubert, Mozart. Live-Aufnahme Caracas 1973. Fonè, 2006.
- Accardo - Galzio in Concerto Tartini Schumann Brahms Ravel Wieniawski Dinicu. Live-Aufnahme Pieve a Elici (Lucca) und Florenz 1972. Italia Mondo Cultura 2014.